# 17928 Neuwirth
17928 Neuwirth (1999 GJ21) là một tiểu hành tinh vành đai chính được phát hiện ngày 15 tháng 4 năm 1999 bởi nhóm nghiên cứu tiểu hành tinh gần Trái Đất phòng thí nghiệm Lincoln ở Socorro.